# عمر بن عبد الله بامخرمة
عمر بن عبد الله بامخرمة (884 - 952 هـ) فقيه وشاعر شعبي متصوف من كبار الفقهاء الحضارمة. كان له زعامة صوفية وتلاميذ وأتباع كثيرين. وله ديوان شعر ذائع الانتشار في كافة الأقطار فيه كثير من علوم الكشف ومشتمل على كثير من إشارات الصوفية واصطلاحاتهم ومسائلهم الدقيقة.

## نسبه
عمر بن عبد الله بن أحمد بن علي بن أحمد بن إبراهيم بامخرمة السيباني الحميري.

## مولده ونشأته
ولد بمدينة الهجرين بحضرموت في الثالث عشر من شهر رمضان سنة 884 هـ، ونشأ بها وبقرية موشح عند أخواله وارتحل في سن البلوغ إلى مدينة عدن عند أبيه قاضيها الذي توفي سنة 903 هـ وهو في مستهل تلقيه عنه، فيلازم شيوخ عدن ولا سيما أبو بكر بن عبد الله العدني، ومحمد بن أحمد باجرفيل، عدى شيوخا له بحضرموت وزبيد والحرمين. ثم تصوف بعد أن برع في العلم، وكان شيخه في التصوف عبد الرحمن بن عمر باهرمز، وكان في أوائل تصوفه كثير الشغف بمطالعة «الرسالة القشيرية»، ثم اشتغل عنها بديوان عمر ابن الفارض المصري، وكان لهما من التأثير في حياته مالهما.

## من مواقفه
عندما استولى السلطان بدر أبو طويرق الكثيري على الهجرين ودوعن وقف عمر بامخرمة كزعيم وطني يعارض استعمار وطنه ويناهض سياسة الدولة الكثيرية، ولا جرم أن يكون لذلك تأثير في سياسة الهجرين، فينفيه السلطان بدر إلى الساحل (الشحر) ثلاث مرات غير أن ذلك لم يخضد شوكته، فينفيه إلى سيئون، مقر حكم السلطنة، ليكون تحت مراقبته وضغطه.

## شعره
ونظمه كثير جدا، يغلب عليه الشعر الحميني (الوطني)، ولأجل هذا يحفظه أهل حضرموت كثيرا ويتمثلون به، ويستعملونه غالبا في مغانيهم، ويعتنون به أشد العناية حتى العوام، ويقال له عندهم "الدّان"، وهو سلس الألفاظ، قريب المعاني، يفهمه كل أحد بحسب حاله في المحبة المجازية ونحو ذلك. وهو مع ذلك مشتمل على كثير من الأمثال المتداولة بينهم، وقد جمع منه عبد الرحمن بن علي باحسن الحديلي شيئا كثيرا، ورتبه على حروف المعجم، ولم يتمكن من جمعه كله. ومن شعره هذين البيتين:

## مؤلفاته
ومن مؤلفاته العلمية:
| - «الوارد القدسي في شرح آية الكرسي» - «شرح أسماء الله الحسنى» | - «المطلب اليسير من السالك الفقير» - عدة وصايا ورسائل |

## وفاته
توفي في سيئون في العشرين من شهر ذي القعدة سنة 952 هـ، ودفن بمقبرة سيئون، التي سميت باسمه لاحقًا، قريبا من قبر السلطان بدر الكثيري، وعلى قبره قبة مسطحة السقف.

### استشهادات
1. ↑  عادل نويهض (1988)، مُعجم المُفسِّرين: من صدر الإسلام وحتَّى العصر الحاضر (ط. 3)، بيروت: مؤسسة نويهض الثقافية للتأليف والترجمة والنشر، ج. الأول، ص. 396، OCLC:235971276، QID:Q122197128
2. ↑  الزركلي، خير الدين (2002). الأعلام (PDF). بيروت، لبنان: دار العلم للملايين. ج. الجزء الخامس. ص. 53. مؤرشف من الأصل (PDF) في 2021-07-22.
3. ↑  العطاس، علي بن حسين. تاج الأعراس في مناقب الحبيب صالح بن عبد الله العطاس (ط. الأولى). إندونيسيا: منارة قدس. ج. الجزء الأول. ص. 380.
4. ↑  الشلي، محمد بن أبي بكر (1425 هـ). السناء الباهر بتكميل النور السافر. صنعاء، اليمن: مكتبة الإرشاد. ص. 378. {{استشهاد بكتاب}}: تحقق من التاريخ في: |تاريخ= (مساعدة)
5. ↑  السقاف، عبد الرحمن بن عبيد الله (1425 هـ). إدام القوت في ذكر بلدان حضرموت (PDF). بيروت، لبنان: دار المنهاج. ص. 683. {{استشهاد بكتاب}}: تحقق من التاريخ في: |تاريخ= (مساعدة)
6. ↑  باكثير، عبد الله بن محمد (1405 هـ). رحلة الأشواق القوية إلى مواطن السادة العلوية (PDF). ص. 30. مؤرشف من الأصل (PDF) في 27 يناير 2020. {{استشهاد بكتاب}}: تحقق من التاريخ في: |تاريخ= (مساعدة)
7. ↑  المقحفي، إبراهيم أحمد (1422 هـ). معجم البلدان والقبائل اليمنية. صنعاء، اليمن: دار الكلمة. ج. الجزء الثاني. ص. 1451. {{استشهاد بكتاب}}: تحقق من التاريخ في: |تاريخ= (مساعدة)
8. ↑  بافقيه، محمد بن عمر الطيب (1419 هـ). تاريخ الشحر وأخبار القرن العاشر. صنعاء، اليمن: مكتبة الإرشاد. ص. 312. مؤرشف من الأصل في 27 أبريل 2021. {{استشهاد بكتاب}}: تحقق من التاريخ في: |تاريخ= (مساعدة)
9. ↑  العيدروس، عبد القادر بن شيخ (2001). النور السافر عن أخبار القرن العاشر. بيروت، لبنان: دار صادر. ص. 61.
10. ↑  العمودي، طارق بن محمد سكلوع (1429 هـ). الخمير المفتوت معجم مصنفات الواردة في إدام القوت. بيروت، لبنان: دار الكتب العلمية. ص. 105. مؤرشف من الأصل في 22 يوليو 2021. {{استشهاد بكتاب}}: تحقق من التاريخ في: |تاريخ= (مساعدة)
11. ↑  كحالة، عمر رضا (1376 هـ). معجم المؤلفين. بيروت، لبنان: دار إحياء التراث العربي. ج. الجزء السابع. ص. 293. مؤرشف من الأصل في 22 يوليو 2021. {{استشهاد بكتاب}}: تحقق من التاريخ في: |تاريخ= (مساعدة)
12. ↑  ابن حميد الكندي، سالم بن محمد (1424 هـ). تاريخ حضرموت المسمى بالعدة المفيدة الجامعة لتواريخ قديمة وحديثة. صنعاء، اليمن: مكتبة الإرشاد. ج. الجزء الأول. ص. 197. {{استشهاد بكتاب}}: تحقق من التاريخ في: |تاريخ= (مساعدة)

## روابط خارجية
- كتاب «عمر بامخرمة السيباني حياته وتصوفه وشعره» - دار الفكر.
- قصائد عمر بامخرمة - بوابة الشعراء.
- ديوان الشيخ عمر بن عبد الله بامخرمة.